# ماريو مارينو
ماريو مارينو (بالإيطالية: Mario Marino) هو ضابط إيطالي، ولد في 27 مارس 1914 في ساليرنو في إيطاليا، وتوفي بنفس المكان في 11 مايو 1982.